# Girsen
Girsen är en sjö i Ljusdals kommun i Hälsingland och ingår i Delångersåns huvudavrinningsområde. Sjön har en area på 0,564 kvadratkilometer och ligger 359,1 meter över havet.

## Delavrinningsområde
Girsen ingår i det delavrinningsområde (689961-150098) som SMHI kallar för Mynnar i Hångelån. Medelhöjden är 366 meter över havet och ytan är 17,5 kvadratkilometer. Det finns inga avrinningsområden uppströms utan avrinningsområdet är högsta punkten. Vattendraget som avvattnar avrinningsområdet har biflödesordning 3, vilket innebär att vattnet flödar genom totalt 3 vattendrag innan det når havet efter 125 kilometer. Avrinningsområdet består mestadels av skog (72 procent) och sankmarker (18 procent). Avrinningsområdet har 0,56 kvadratkilometer vattenytor vilket ger det en sjöprocent på 3,2 procent.